# British Academy Film Award des meilleurs maquillages et coiffures
Le British Academy Film Award des meilleurs maquillages et coiffures (British Academy Film Award for Best Makeup and Hair) est une récompense cinématographique britannique décernée depuis 1983 par la British Academy of Film and Television Arts (BAFTA) lors de la cérémonie annuelle des British Academy Film Awards.

## Palmarès
Note : les gagnants sont indiqués en gras. Les années indiquées sont celles au cours desquelles la cérémonie a eu lieu, soit l'année suivant leur sortie en salles (au Royaume-Uni).
Le symbole ♕ rappelle le gagnant et ♙ une nomination à l'Oscar des meilleurs maquillages et coiffures la même année.

### Années 1980
- 1983 : La Guerre du feu – Sarah Monzani ; Christopher Tucker ; Michèle Burke ♕
  - Blade Runner – Marvin G. Westmore
  - E.T., l'extra-terrestre (E.T. the Extra-Terrestrial) – Robert Sidell
  - Gandhi – Tom Smith ♙

- 1984 : Tootsie – Dorothy J. Pearl ; George Masters ; C. Romania Ford ; Allen Weisinger
  - Chaleur et Poussière (Heat and Dust) – Gordon Kay
  - Star Wars, épisode VI : Le Retour du Jedi (Star Wars Épisode VI: Return of the Jedi) – Phil Tippett ; Stuart Freeborn
  - Zelig – Fern Buchner ; John Caglione Jr.

- 1985 : Greystoke, la légende de Tarzan (Greystoke: The Legend of Tarzan, Lord of the Apes) – Paul Engelen ; Peter Frampton ; Rick Baker ; Joan Hills ♙
  - La Compagnie des loups (The Company of Wolves) – Jane Royle ; Christopher Tucker
  - L'Habilleur (The Dresser) – Alan Boyle
  - La Déchirure (The Killing Fields) – Tommie Manderson

- 1986 : Amadeus – Paul LeBlanc ; Dick Smith ♕
  - Legend – Peter Robb-King ; Rob Bottin ♙
  - Mask – Michael Westmore (en) ♕
  - La Forêt d'émeraude (The Emerald Forest) – Peter Frampton ; Paul Engelen ; Anna Dryhurst ; Luis Michelotti ; Beth Presares

- 1987 : Ran (乱) – Shohichiro Meda ; Tameyuki Aimi ; Chihako Naito ; Noriko Takemizawa
  - Aliens, le retour (Aliens) – Peter Robb-King
  - Dreamchild – Jenny Shircore
  - Sid et Nancy (Sid and Nancy) – Peter Frampton

- 1988 : Le Nom de la rose (Der Name der Rose) – Hasso von Hugo
  - La Guerre à sept ans (Hope and Glory) – Anna Dryhurst
  - Jean de Florette – Michèle Dernelle ; Jean-Pierre Eychenne
  - La Mouche (The Fly) – Chris Walas ; Stephan Dupuis ♕

- 1989 : Le Dernier Empereur (The Last Emperor) – Fabrizio Sforza
  - Une poignée de cendre (A Handful of Dust) – Sally Sutton
  - Beetlejuice – Ve Neill ; Steve LaPorte ; Robert Short ♕
  - RoboCop – Carla Palmer

### Années 1990
- 1990 : Les Aventures du baron de Münchausen (The Adventures of Baron Munchausen) – Maggie Weston ; Fabrizio Sforza ; Pam Meager ♙
  - Batman – Paul Engelen ; Nick Dudman
  - Les Liaisons dangereuses (Dangerous Liaisons) – Jean-Luc Russier
  - My Left Foot (My Left Foot: The Story of Christy Brown) – Ken Jennings

- 1991 : Dick Tracy – John Caglione Jr. ; Doug Drexler ♕
  - Ghost – Ben Nye Jr.
  - Cinema Paradiso (Nuovo Cinema Paradiso) – Maurizio Trani
  - Les Sorcières (The Witches) – Christine Beveridge ; Jim Henson ; Creature Shop

- 1992 : Cyrano de Bergerac – Jean-Pierre Eychenne ; Michèle Burke ♙
  - La Famille Addams (The Addams Family) – Fern Buchner ; Katherine James ; Kevin Haney
  - Danse avec les loups (Dances with Wolves) – Francisco X. Pérez
  - Edward aux mains d'argent (Edward Scissorhands) – Ve Neill ♙

- 1993 : Le Dernier des Mohicans (The Last of the Mohicans) – Peter Robb-King
  - Batman : Le Défi (Batman Returns) – Ve Neill ; Stan Winston ♙
  - Chaplin – Wally Schneiderman ; Jill Rockow ; John Caglione Jr.
  - Retour à Howards End (Howards End) – Christine Beveridge

- 1994 : Orlando – Morag Ross
  - Les Valeurs de la famille Addams (Addams Family Values) – Kevin Haney ; Katherine James ; Fred C. Blau Jr. ; Fern Buchner
  - Dracula (Bram Stoker's Dracula) – Greg Cannom ; Michèle Burke ; Matthew W. Mungle ♕
  - La Liste de Schindler (Schindler's List) – Christina Smith ; Matthew W. Mungle ; Waldemar Pokromski ; Pauline Heys ♙

- 1995 : Priscilla, folle du désert (The Adventures of Priscilla, Queen of the Desert) -Cassie Hanlon ; Angela Conte ; Strykermeyer
  - Entretien avec un vampire (Interview with the Vampire: The Vampire Chronicles) – Stan Winston ; Michèle Burke ; Jan Archibald
  - The Mask – Greg Cannom ; Sheryl Ptak
  - Madame Doubtfire (Mrs. Doubtfire) – Greg Cannom ; Ve Neill ; Yolanda Toussieng ♕

- 1996 : La Folie du roi George (The Madness of King George) – Lisa Westcott
  - Braveheart – Peter Frampton ; Paul Pattison ; Lois Burwell ♕
  - Raison et Sentiments (Sense and Sensibility) – Morag Ross ; Jan Archibald
  - Ed Wood – Ve Neill ; Rick Baker ; Yolanda Toussieng ♕

- 1997 : Docteur Jerry et Mister Love (The Nutty Professor) – Rick Baker ; David LeRoy Anderson ♕
  - Les 101 Dalmatiens (101 Dalmatians) – Lynda Armstrong ; Martial Corneville ; Colin Jamison ; Jean-Luc Russier
  - Le Patient anglais (The English Patient) – Fabrizio Sforza ; Nigel Booth
  - Evita – Sarah Monzani ; Martin Samuel

- 1998 : Les Ailes de la colombe (The Wings of the Dove) – Sallie Jaye ; Jan Archibald
  - L.A. Confidential – John M. Elliott ; Scott H. Eddo ; Janis Clark
  - La Dame de Windsor (Mrs. Brown) – Lisa Westcott ♙
  - Titanic – Tina Earnshaw ; Simon Thompson ; Kay Georgiou ♙

- 1999 : Elizabeth – Jenny Shircore ♕
  - Il faut sauver le soldat Ryan (Saving Private Ryan) – Lois Burwell ; Jeanette Freeman ♙
  - Shakespeare in Love – Lisa Westcott ♙
  - Velvet Goldmine – Peter King

### Années 2000
- 2000 : Topsy-Turvy – Christine Blundell ♕
  - American Beauty – Tania McComas ; Carol A. O'Connell
  - La Fin d'une liaison (The End of the Affair) – Christine Beveridge
  - Un mari idéal (An Ideal Husband) – Peter King

- 2001 : Le Grinch (How the Grinch Stole Christmas) – Rick Baker ; Toni G ; Sylvia Nava ; Gail Rowell-Ryan ; Kazuhiro Tsuji ♕
  - Le Chocolat (Chocolat) – Naomi Donne
  - Tigre et Dragon (卧虎藏龙) – Siu-Mui Chau ; Yun-Ling Man
  - Gladiator – Paul Engelen ; Graham Johnston
  - Quills, la plume et le sang (Quills) – Nuala Conway ; Peter King

- 2002 : Le Seigneur des anneaux : La Communauté de l'anneau (The Lord of the Rings: The Fellowship of the Ring) – Peter King ; Peter Owen ; Richard Taylor ♕
  - Gosford Park – Jan Archibald ; Sallie Jaye
  - Harry Potter à l'école des sorciers (Harry Potter and the Philosopher's Stone) – Nick Dudman ; Eithne Fennel ; Amanda Knight
  - Moulin Rouge (Moulin Rouge!) – Maurizio Silvi ; Aldo Signoretti ♙
  - La Planète des singes (Planet of the Apes) – Rick Baker ; Toni G ; Kazuhiro Tsuji

- 2003 : Frida – Judy Chin ; Beatrice De Alba ; John E. Jackson ; Regina Reyes ♕
  - Chicago – Judi Cooper-Sealy ; Jordan Samuel
  - Gangs of New York – Manlio Rocchetti ; Aldo Signoretti
  - The Hours – Jo Allen ; Conor O'Sullivan ; Ivana Primorac
  - Le Seigneur des anneaux : Les Deux Tours (The Lord of the Rings: The Two Towers) – Peter King ; Peter Owen ; Richard Taylor

- 2004 : Pirates des Caraïbes : La Malédiction du Black Pearl (Pirates of the Caribbean: The Curse of the Black Pearl) – Ve Neill ; Martin Samuel ♙
  - Big Fish – Jean Ann Black ; Paul LeBlanc
  - Retour à Cold Mountain (Cold Mountain) – Paul Engelen ; Ivana Primorac
  - La Jeune Fille à la perle (Girl with a Pearl Earring) – Jenny Shircore
  - Le Seigneur des anneaux : Le Retour du roi (The Lord of the Rings: The Return of the King) – Peter King ; Peter Owen ; Richard Taylor ♕

- 2005 : Aviator (The Aviator) – Kathryn Blondell ; Sian Grigg ; Morag Ross
  - Neverland (Finding Neverland) – Christine Blundell
  - Harry Potter et le Prisonnier d'Azkaban (Harry Potter and the Prisoner of Azkaban) – Nick Dudman ; Eithne Fennel ; Amanda Knight
  - Le Secret des poignards volants (十面埋伏) – Siu-Mui Chau ; Lee-na Kwan ; Xiaohai Yang
  - Vera Drake – Christine Blundell

- 2006 : Le Monde de Narnia : Le Lion, la Sorcière blanche et l'Armoire magique (The Chronicles of Narnia: The Lion, the Witch and the Wardrobe) – Howard Berger ; Nikki Gooley ; Gregory Nicotero ♕
  - Charlie et la Chocolaterie (Charlie and the Chocolate Factory) – Peter Owen ; Ivana Primorac
  - Harry Potter et la Coupe de feu (Harry Potter and the Goblet of Fire) – Nick Dudman ; Eithne Fennel ; Amanda Knight
  - Mémoires d'une geisha (Memoirs of a Geisha) – Kate Biscoe ; Lyndell Quiyou ; Kelvin R. Trahan ; Noriko Watanabe
  - Orgueil et Préjugés (Pride & Prejudice) – Fae Hammond

- 2007 : Le Labyrinthe de Pan (El laberinto del fauno) – José Quetglás ; Blanca Sánchez ♕
  - Le Diable s'habille en Prada (The Devil Wears Prada) – Angel De Angelis ; Nicki Ledermann
  - Marie-Antoinette – Desiree Corridoni ; Jean-Luc Russier
  - Pirates des Caraïbes : Le Secret du coffre maudit (Pirates des Caraïbes : Le Secret du coffre maudit) – Ve Neill ; Martin Samuel
  - The Queen – Daniel Phillips

- 2008 : La Môme – Jan Archibald, Didier Lavergne ♕
  - Elizabeth : L'Âge d'or (Elizabeth: The Golden Age) – Jenny Shircore
  - Hairspray – Judi Cooper-Sealy, Jordan Samuel
  - Reviens-moi (Atonement) – Ivana Primorac
  - Sweeney Todd : Le Diabolique Barbier de Fleet Street (Sweeney Todd: The Demon Barber of Fleet Street) – Ivana Primorac

- 2009 : L'Étrange Histoire de Benjamin Button (The Curious Case of Benjamin Button) – Jean Black ; Colleen Callaghan ♕
  - The Dark Knight : Le Chevalier noir (The Dark Knight) – Peter Robb-King ♙
  - The Duchess – Jan Archibald ; Daniel Phillips
  - Frost/Nixon : L'Heure de vérité – Edouard Henriques ; Kim Santantonio
  - Harvey Milk (Milk) – Steven E. Anderson ; Michael White

### Années 2010
- 2010 : Victoria : Les Jeunes Années d'une reine (The Young Victoria) – Jenny Shircore ♙
  - Coco avant Chanel – Thi Thanh Tu Nguyen ; Jane Milon
  - Une éducation (An Éducation) – Lizzie Yianni Georgiou
  - L'Imaginarium du docteur Parnassus (The Imaginarium of Doctor Parnassus) – Sarah Monzani
  - Nine – Peter King

- 2011 : Alice au pays des merveilles (Alice in Wonderland) – Valli O'Reilly ; Paul Gooch
  - Black Swan – Judy Chin ; Geordie Sheffer
  - Harry Potter et les Reliques de la Mort – 1re partie (Harry Potter and the Deathly Hallows Part 1) – Amanda Knight ; Lisa Tomblin ; Nick Dudman
  - Le Discours d'un roi (The King's Speech) – Frances Hannon
  - We Want Sex Equality (Made in Dagenham) – Lizzie Yianni Georgiou

- 2012 : La Dame de fer (The Iron Lady) – Marese Langan ♕
  - The Artist – Julie Hewett, Cydney Cornell
  - Harry Potter et les Reliques de la Mort - 2e partie (Harry Potter and the Deathly Hallows - Part 2) – Amanda Knight, Lisa Tomblin ♙
  - Hugo Cabret (Hugo) – Morag Ross, Jan Archibald
  - My Week with Marilyn – Jenny Shircore

- 2013 : Les Misérables – Lisa Westcott ♕
  - Anna Karénine (Anna Karenina) – Ivana Primorac
  - Hitchcock – Julie Hewett, Martin Samuel et Howard Berger ♙
  - Le Hobbit : Un voyage inattendu (The Hobbit: An Unexpected Journey) – Peter Swords King, Richard Taylor et Rick Findlater ♙
  - Lincoln – Lois Burwell et Kay Georgiou

- 2014 : American Bluff (American Hustle) – Evelyne Noraz et Lori McCoy-Bell
  - Gatsby le Magnifique (The Great Gatsby) – Maurizio Silvi et Kerry Warn
  - Le Hobbit : La Désolation de Smaug (The Hobbit: The Desolation of Smaug) – Peter Swords King, Richard Taylor et Rick Findlater
  - Le Majordome (Lee Daniels' The Butler) – Debra Denson, Beverly Jo Pryor et Candace Neal
  - Ma vie avec Liberace (Behind the Candelabra) – Kate Biscoe et Marie Larkin

- 2015 : The Grand Budapest Hotel – Frances Hannon
  - Les Gardiens de la galaxie (Guardians of the Galaxy) – Elizabeth Yianni-Georgiou et David White
  - Into the Woods – J. Roy Helland et Peter King
  - Mr. Turner – Christine Blundell et Lesa Warrener
  - Une merveilleuse histoire du temps (The Theory of Everything) – Jan Sewell

- 2016 : Mad Max: Fury Road – Damian Martin et Lesley Vanderwalt
  - Brooklyn – Morna Ferguson et Lorraine Glynn
  - Carol – Jerry DeCarlo et Patricia Regan
  - Danish Girl – Jan Sewell
  - The Revenant – Sian Grigg, Duncan Jarman et Robert Pandini

- 2017 : Florence Foster Jenkins – J. Roy Helland et Daniel Phillips
  - Doctor Strange – Jeremy Woodhead
  - Tu ne tueras point (Hacksaw Ridge) – Shane Thomas
  - Nocturnal Animals – Donald Mowat and Yolanda Toussieng
  - Rogue One: A Star Wars Story – Amanda Knight, Neal Scanlan, and Lisa Tomblin

- 2018 : Les Heures Sombres (Darkest Hour) – David Malinowski, Ivana Primorac, Lucy Sibbick, Kazuhiro Tsuji
  - Blade Runner 2049 – Donald Mowat, Kerry Warn
  - Moi, Tonya (I, Tonya) – Deborah La Mia Denaver, Adruitha Lee
  - Confident royal (Victoria & Abdul) – Daniel Phillips
  - Wonder – Naomi Bakstad, Robert A Pandini, Arjen Tuiten

- 2019 : La Favorite - Nadia Stacey
  - Bohemian Rhapsody - Mark Coulier et Jan Sewell
  - Marie Stuart, reine d'Écosse - Jenny Shircore (en)
  - Stan et Ollie - Mark Coulier et Jeremy Woodhead
  - Vice - Kate Biscoe, Greg Cannom (en), Patricia DeHaney et Chris Gallaher

### Années 2020
- 2020 : Scandale – Vivian Baker, Kazu Hiro et Anne Morgan
  - 1917 – Naomi Donne
  - Joker – Kay Georgiou et Nicki Ledermann
  - Judy – Jeremy Woodhead
  - Rocketman – Lizzie Yianni Georgiou

- 2021 : Le Blues de Ma Rainey - Matiki Anoff, Larry M. Cherry, Sergio Lopez-Rivera et Mia Neal
  - Une ode américaine - Patricia Dehaney, Eryn Krueger Mekash et Matthew Mungle
  - The Dig - Jenny Shircore
  - Mank - Kimberley Spiteri et Gigi Williams
  - Pinocchio - Mark Coulier

- 2022 : Dans les yeux de Tammy Faye - (The Eyes of Tammy Faye) – Linda Dowds, Stephanie Ingram et Justin Raleigh
  - Cruella – Naomi Donne et Nadia Stacey
  - Cyrano – Alessandro Bertolazzi et Siân Miller
  - Dune – Love Larson et Donald Mowat
  - House of Gucci – Frederic Aspiras, Jane Carboni, Giuliano Mariana et Sarah Nicole Tanno

- 2023 : Elvis – Jason Baird, Mark Coulier, Louise Coulston, Shane Thomas
  - À l'Ouest, rien de nouveau (All Quiet on the Western Front) – Heike Merker
  - The Batman – Naomi Donne, Mike Marino, Zoe Tahir
  - Matilda, la comédie musicale (Roald Dahl's Matilda the Musical) – Naomi Donne, Barrie Gower, Sharon Martin
  - The Whale – Anne Marie Bradley, Judy Chin, Adrien Morot

- 2024 : Pauvres Créatures – Nadia Stacey (en), Mark Coulier et Josh Weston
  - Killers of the Flower Moon – Kay Georgiou (en) et Thomas Nellen
  - Maestro – Siân Grigg (en), Kay Georgiou (en), Kazu Hiro (en) et Lori McCoy-Bell
  - Napoléon  – Jana Carboni, Francesco Pegoretti (en), Satinder Chumber et Julia Vernon (en)
  - Oppenheimer – Luisa Abel, Jaime Leigh McIntosh, Jason Hamer et Ahou Mofid

- 2025 : The Substance – Frédérique Arguello, Pierre-Oliver Persin, Stéphanie Guillon et Marilyne Scarselli
  - Dune, deuxième partie – Love Larson et Eva von Bahr
  - Emilia Pérez – Julia Floch Carbonel, Emmanuel Janvier et Jean-Christophe Spadaccini
  - Nosferatu – David White, Traci Loader et Suzanne Stokes-Munton
  - Wicked – Frances Hannon, Laura Blount et Sarah Nuth